# Peter Weyns

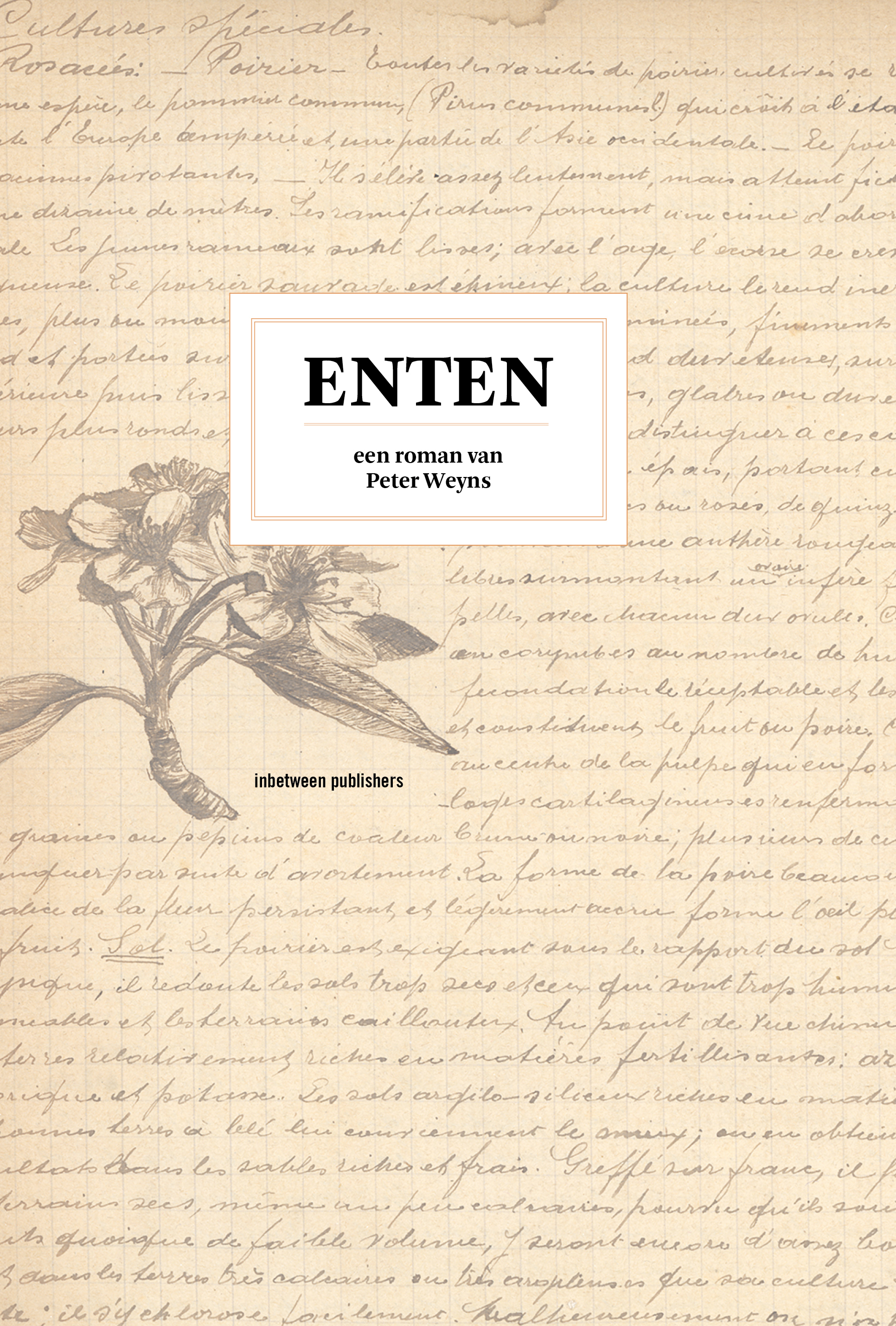
cover

Peter Weyns (Turnhout, 7 september 1955) is een Belgisch auteur.

## Studies en loopbaan
Weyns studeerde politicologie en filosofie studeerde aan de K.U. Leuven en is lid van de Vlaamse Auteursvereniging en PEN Vlaanderen.

## Werk
Hij publiceerde in 2023 de roman Enten bij Uitgeverij Inbetween. De roman is deels gebaseerd op het oorlogsdagboek van zijn grootvader Arthur Weyns. Dit dagboek in het Nederlands en het Frans bevat veel tekeningen van zijn experimenten met enten. Deze waren voor Peter Weyns de aanleiding om een fictief verhaal te schrijven van iemand die deserteert tijdens de Eerste Wereldoorlog om vervolgens aan boord van het schip de Aphrodit te vluchten naar Armenië om zijn wensdroom te vervullen: abrikozen (Prunus armeniaca) enten op gewone pruimen (Prunus domestica). De vormgeving werd gedaan door Jo Klaps en Christel Geelen. 
Eerder  publiceerde hij autobiografische reisverhalen in het Turks. Ikinci Hendek/Tweede Loopgraaf (Bencekitab, Ankara, 2016). De auteur publiceert regelmatig in diverse tijdschriften en was redactielid van o.a. De Nieuwe Maand en Akrostis. Hij is ook  schrijfcoach voor anderstaligen.